# Strijkciter
Een strijkciter (Duits: Streichzithern) is een viool-achtig instrument dat met een strijkstok wordt 'aangestreken'.
De geschreven geschiedenis van dit instrument gaat terug tot begin 19e eeuw. Het werd voornamelijk gebruikt in Zuid-Duitsland, waar het Streichmelodeon werd genoemd.
Het werd bespeeld als een viool, al zitten op de toets fretten, in tegenstelling tot de viool. Hierdoor zijn er andere mogelijkheden van toonvorming mogelijk dan op een viool. Hierbij moet worden gedacht aan het indrukken van een snaar net als bijvoorbeeld mogelijk is op een Indiase Sitar. Naast deze manier van bespelen werd dit instrument ook plat op tafel neergelegd, in verband waarmee er op de achterkant 3 tot 4 'stiften' waren aangebracht. Deze konden van messing- maar ook van ivoor zijn.